# 野口市太郎
野口 市太郎（のぐち いちたろう、1955年〈昭和30年〉11月28日 - ）は、日本の政治家。元長崎県五島市長（3期）。

## 来歴
長崎県福江市（現・五島市）に生まれる。1978年（昭和53年）3月、長崎大学経済学部卒業。同年4月、長崎県庁に入庁。五島地方局長、長崎振興局長、長崎県水産部長などを歴任。
2012年（平成24年）8月26日に行われた五島市長選挙に民主党・自民党・公明党の推薦、現職市長の中尾郁子の支援を受けて出馬。五島新報新聞社社長の永冶克行を破り初当選した。投票率は61.90％。9月5日、市長就任。
2016年（平成28年）、無投票で再選。2020年（令和2年）、立憲民主党推薦の新人を破り3選。

## 市政
- 2020年（令和2年）4月28日、新型コロナウイルス対策の財源に充てるため、自身と副市長、教育長の5月から8月までの月額給与を20％減額すると発表した[8]。
- 2019年（令和元年）、市所有の農業施設を市内の農業法人に10円で売却。2020年（令和2年）3月、市内の政治団体は同施設の適正価格を算出し、野口が差額を市に返還するよう求め住民監査請求をした。市監査委員は不動産鑑定士に査定させた168万円を適正価格と判断し、野口に対して市に差額を払うか、10円での売却について市議会の議決を得るよう勧告。野口は6月定例議会に追認を求める議案を提出し、市議会は同議案を賛成多数で可決した。同政治団体は8月5日までに、野口が差額の167万9,990円を市に支払うことなどを求める住民訴訟を、長崎地裁に起こした[9]。
- 2024年9月、任期満了の市長選挙への出馬はせずに出口太氏を後継指名。しかし身辺調査に脇の甘さがあり、現職市議会議員、山田洋子と後継指名された出口太氏は既婚者で妻子を東京に残していながら不倫関係が暴かれる有様。令和6年9月5日号の週刊新潮に掲載された。また、当時市議会議員の元に山田と出口のLINEやり取り画像が送られて、これが二人の不倫関係が表沙汰したきっかけとなる。選挙前強行突入となる。当選した出口太新市長は市民への説明も謝罪も一切行われていない。後継指名した野口市太郎も同様に説明はしていないが、選挙期間中には出回った不倫関係の噂を「虚偽内容」だと吹聴してまわっていた。